# Largo do Rato
Il Largo do Rato è una piazza di Lisbona. Compreso nella freguesia di Santo António, si tratta di un importante crocevia della città, punto di collegamento per diverse linee di autobus e tram della Carris. È qui situata la sede nazionale del Partito Socialista portoghese.

## Storia
"Rato" era il soprannome di Luís Gomes de Sá e Menezes, personaggio del XVII secolo, secondo patrono del Convento das Trinitárias de Campolide.
Norberto Araújo, nelle sue Peregrinações em Lisboa (1939), racconta che «Già prima del terremoto, il Largo do Rato cresceva [...] in un tumulto di tende all'aperto, e alcune case; una fontana [il Chafariz do Rato] [...] iniziò a sgorgare il 4 ottobre 1744. Dopo il cataclisma, il sito divenne un accampamento per profughi, con la conseguenza che, nel 1759, si decise [...] la forma urbanistica che durò fino al 1937; successivamente, nella rettifica dei percorsi tra le quintas, furono aperte Rua da Fábrica da Louça, Praça das Amoreiras e Rua de S. Filipe Neri.»
Già 'Rua [Direita] do Rato' e poi 'Praça do Brasil', il 23 dicembre 1948 la piazza venne denominata stabilmente col toponimo attuale.

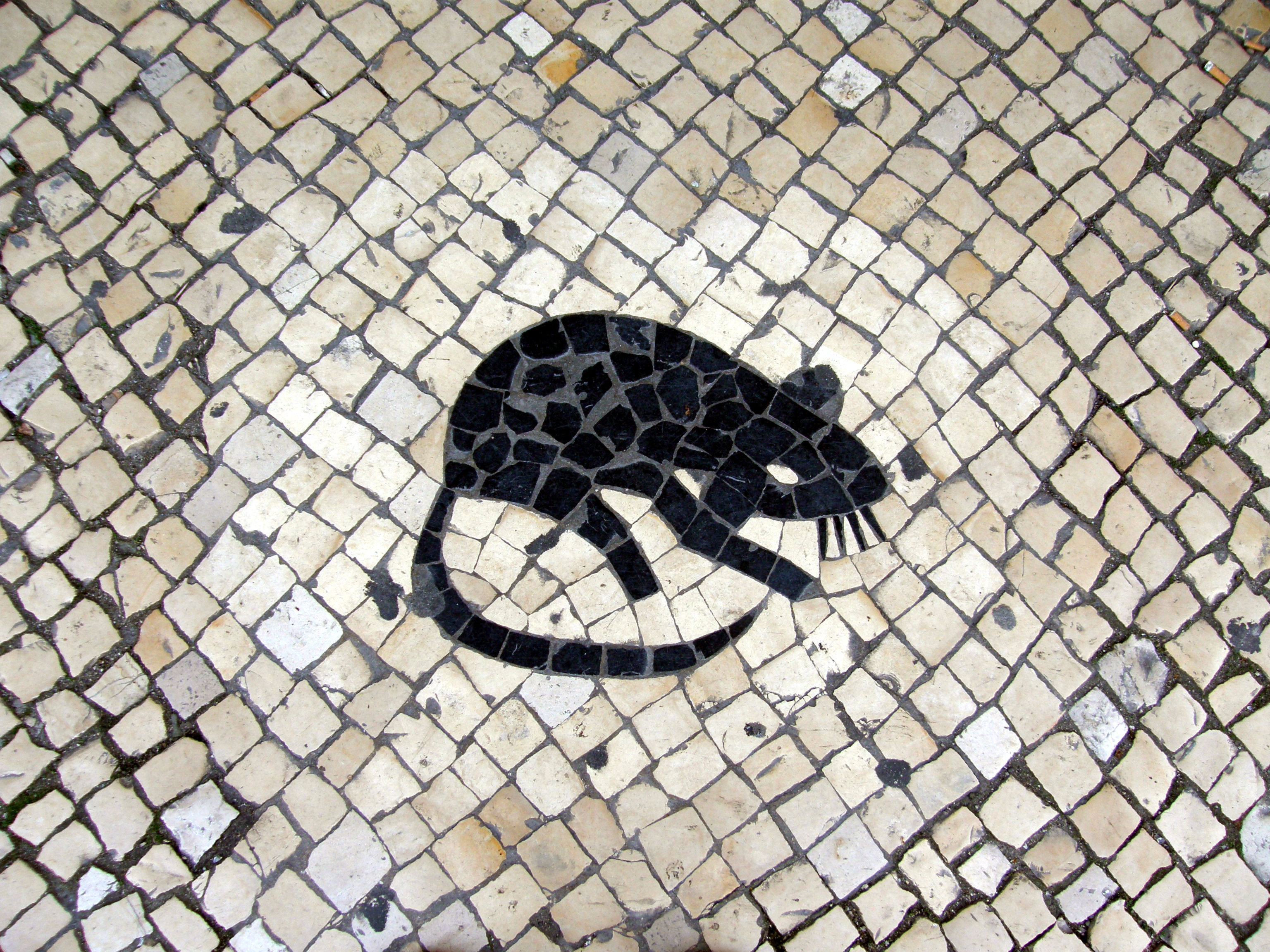
Mosaico di un topo ("rato") su un marciapiede

Nel dicembre 1997 iniziò ad essere servita dalla metropolitana per mezzo della stazione Rato, capolinea del percorso giallo.